# Gordon Kennedy (Schauspieler, 1968)
Hans Gordon McGregor Kennedy (* 8. März 1968 in Dunfermline) ist ein dänisch-schottischer Schauspieler, Drehbuchautor, Regisseur und Musiker.

## Leben
Gordon Kennedy wurde in der schottischen Kleinstadt Dunfermline geboren und wuchs seinem dritten Lebensjahr in Aarhus auf. Seine Mutter stammt aus Schottland und sein Vater ist Däne.
Nach seinem Schulabschluss absolvierte er von 1988 bis 1992 seine Schauspielausbildung an der Schauspielschule des Aarhus Teater, wo er auch sein Bühnendebüt als Darsteller hatte und dort anschließend bis zum Jahr 1995 als festes Ensemblemitglied engagiert war. Als Bühnendarsteller wirkte er in mehreren Theaterstücken wie in Hamlet oder auch von 2007 bis 2008 in der Rolle des Dynamit-Harry in dem Musical Die Olsenbande und das russische Juwel. Er stand unter anderem am Odense Teater, am Königlichen Theater Kopenhagen, am Betty-Nansen-Theater, am Theater Helsingør, am Folketeatret, am Gronnegards-Theater oder auch im Vergnügungspark Tivoli auf der Bühne. Seit 1991 hat Kennedy als Schauspieler vor der Kamera in bislang mehr als 40 Film-und-Fernsehproduktionen mitgewirkt. Er ist auch als Drehbuchautor für Fernsehserien tätig und führte bei einem Spielfilm die Regie. Zudem ist Kennedy als Synchronsprecher für Animationsfilme und Zeichentrickfilme aktiv und leiht dabei in dänischer Sprache verschiedenen Figuren wie beispielsweise in Asterix oder in Ice Age seine Stimme.
Kennedy nahm ab 1986 mehrmals als Kandidat beim Dansk Melodi Grand Prix teil, dem dänischen Vorentscheid zum Eurovision Song Contest. Er konnte sich dabei jedoch nie auf den vordersten Rängen platzieren. Als Studiomusiker nahm er in den 1990er-Jahren mehrere Platten auf, unter anderem auch Kinderlieder.
Kennedy ist geschieden und Vater einer Tochter (* 2000) und eines Sohnes (* 2003). Er lebt im Kopenhagener Stadtteil Valby. Neben seiner Muttersprache Dänisch spricht er auch fließend Englisch, Französisch, Deutsch, Norwegisch und Schwedisch.

## Filmografie (Auswahl)
- 1991: Der Feind im Inneren
- 1994: Hospital der Geister (Fernsehserie, 1 Folge)
- 1995: Ein Zirkus für Sarah
- 1996: Pusher
- 1998: Der (wirklich) allerletzte Streich der Olsenbande
- 1999: Im Sog der Angst
- 2003: Stealing Rembrandt – Klauen für Anfänger
- 2003: Bella, Boris und Berta
- 2004: Kleiner Papa
- 2010: Vater hoch vier – Japanisch für Anfänger
- 2013: Alle for to
- 2014: Kopenhagen
- 2014: Vater hoch vier – Onkel Sofus vender tilbage
- 2016: Zombabies
- 2019: Kollision
- 2020: Oslo
- 2022: Den bedste tid